# Luboš Kohoutek
Luboš Kohoutek (* 29. Januar 1935 in Zábřeh, Tschechoslowakei; † 30. Dezember 2023) war ein tschechischer Astronom. Er ist insbesondere als Entdecker des nach ihm benannten Kometen C/1973 E1 (Kohoutek) bekannt.

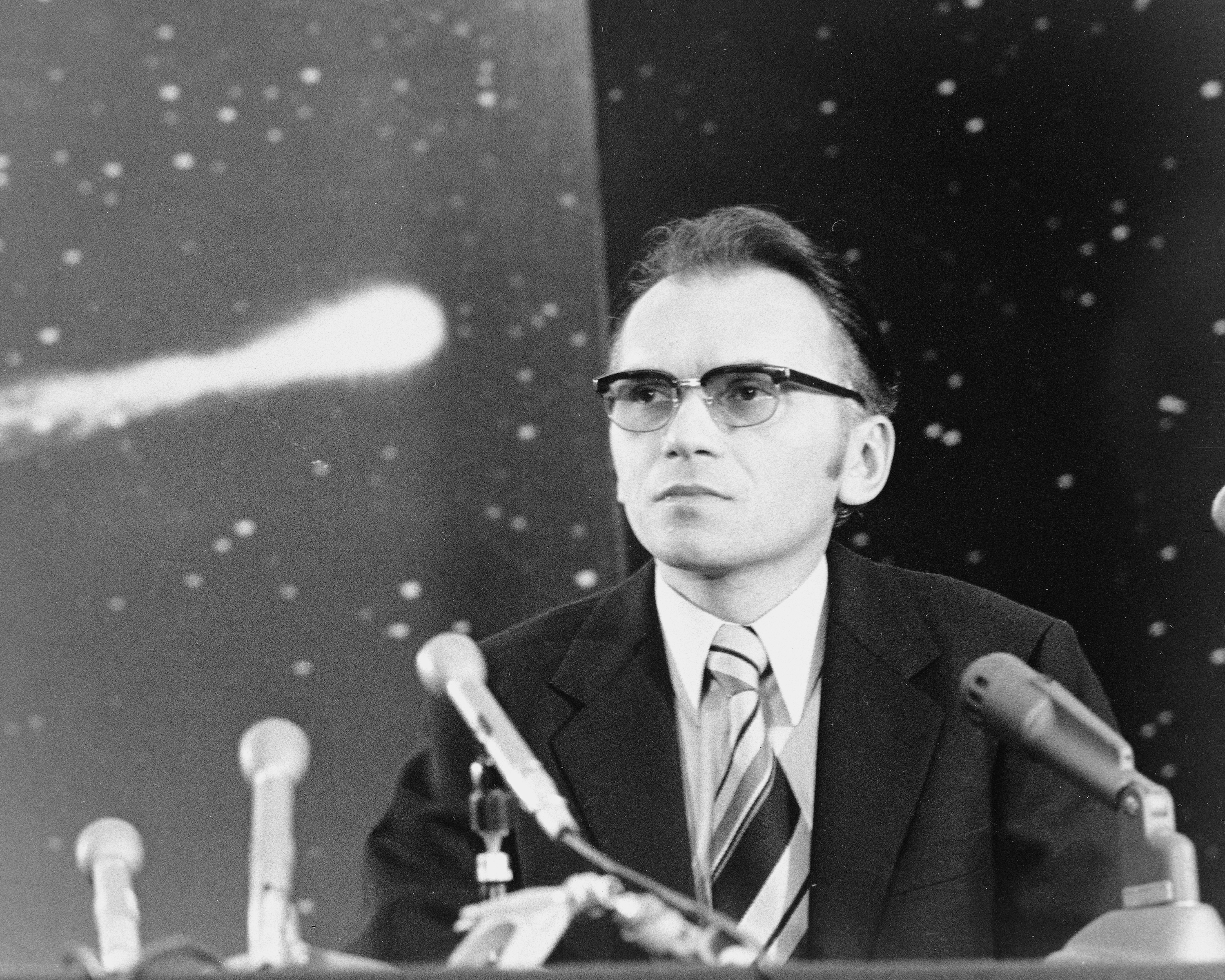
Luboš Kohoutek (1974)

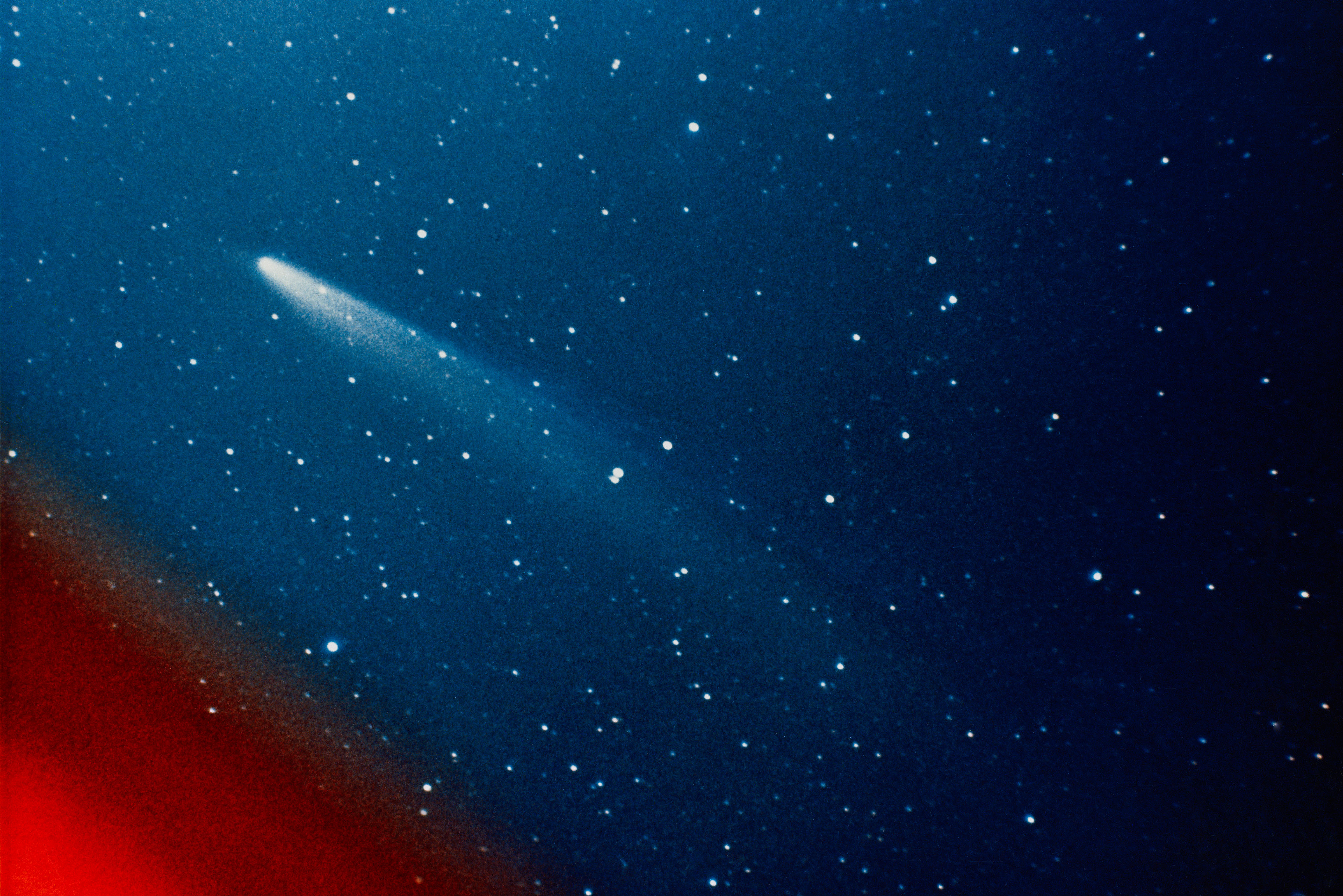
Der von Kohoutek entdeckte und nach ihm benannte Komet

## Leben
Luboš Kohoutek studierte bis 1958 Physik und Astronomie in Brünn und Prag. Danach arbeitete er im Astronomischen Institut der Tschechoslowakischen Akademie der Wissenschaften. Nach der Niederschlagung des Prager Frühlings 1968 emigrierte Kohoutek 1970 in die Bundesrepublik Deutschland. Dort arbeitete er – auch nach seiner Pensionierung im Jahre 2001 – an der Sternwarte in Hamburg-Bergedorf. Der Komponist Ctirad Kohoutek war sein Bruder; Luboš Kohoutek benannte den von ihm entdeckten Asteroiden des äußeren Hauptgürtels (2375) Radek nach Ctirad Kohoutek.

## Astronomische Entdeckungen
1967 erstellten Luboš Perek und Luboš Kohoutek ihren Catalogue of Galactic Planetary Nebulae (Katalog galaktischer Planetarischer Nebel). Es war damals der umfassendste Katalog mit 1036 Einträgen. Der Katalog umfasste sowohl bereits bekannte Nebel als auch eigene Entdeckungen (z. B. K 3-67).
Kohoutek war Entdecker des bekannten langperiodischen Kometen C/1973 E1 (Kohoutek), den er am 7. März 1973 zum ersten Mal sichtete und der nach ihm benannt wurde. Nicht zu verwechseln ist dieser Komet mit den, ebenfalls von Kohoutek entdeckten, kurzperiodischen Kometen 75D/Kohoutek und 76P/West-Kohoutek-Ikemura. Kohoutek entdeckte zahlreiche weitere Kometen und Asteroiden.
Die Entdeckung des Kometen von 1973 löste eine wahre Kometenhysterie aus, da die ersten Beobachtungen erwarten ließen, dass er sich zu einem der hellsten Kometen des Jahrhunderts entwickeln würde. Die tatsächliche Helligkeitsentwicklung blieb jedoch deutlich hinter den Vorhersagen zurück.
In Ehrung seiner Leistungen wurde der Asteroid (1850) Kohoutek nach ihm benannt.
Weiterhin entdeckte Kohoutek 1967 die Hauptgürtelasteroiden (3825) Nürnberg und (4425) Bilk.

## Publikationen (Auswahl)
- Luboš Kohoutek, Rudolf Kippenhahn, Holger Heuseler, Hans Oberndorfer: Der Jahrhundertkomet Kohoutek. Deutsche Verlags-Anstalt, Stuttgart 1973, ISBN 3-421-02379-4.
- Die Erde aus Sicht eines Astronomen: Sachbuch. August-von-Goethe-Literaturverlag, Frankfurt 2007, ISBN 978-3-86548-887-9.
- Unser Lebensraum in Gefahr: Die Atmosphäre der Erde. August-von-Goethe-Literaturverlag, Frankfurt 2009, ISBN 978-1-84698-977-3.